# 전투소총

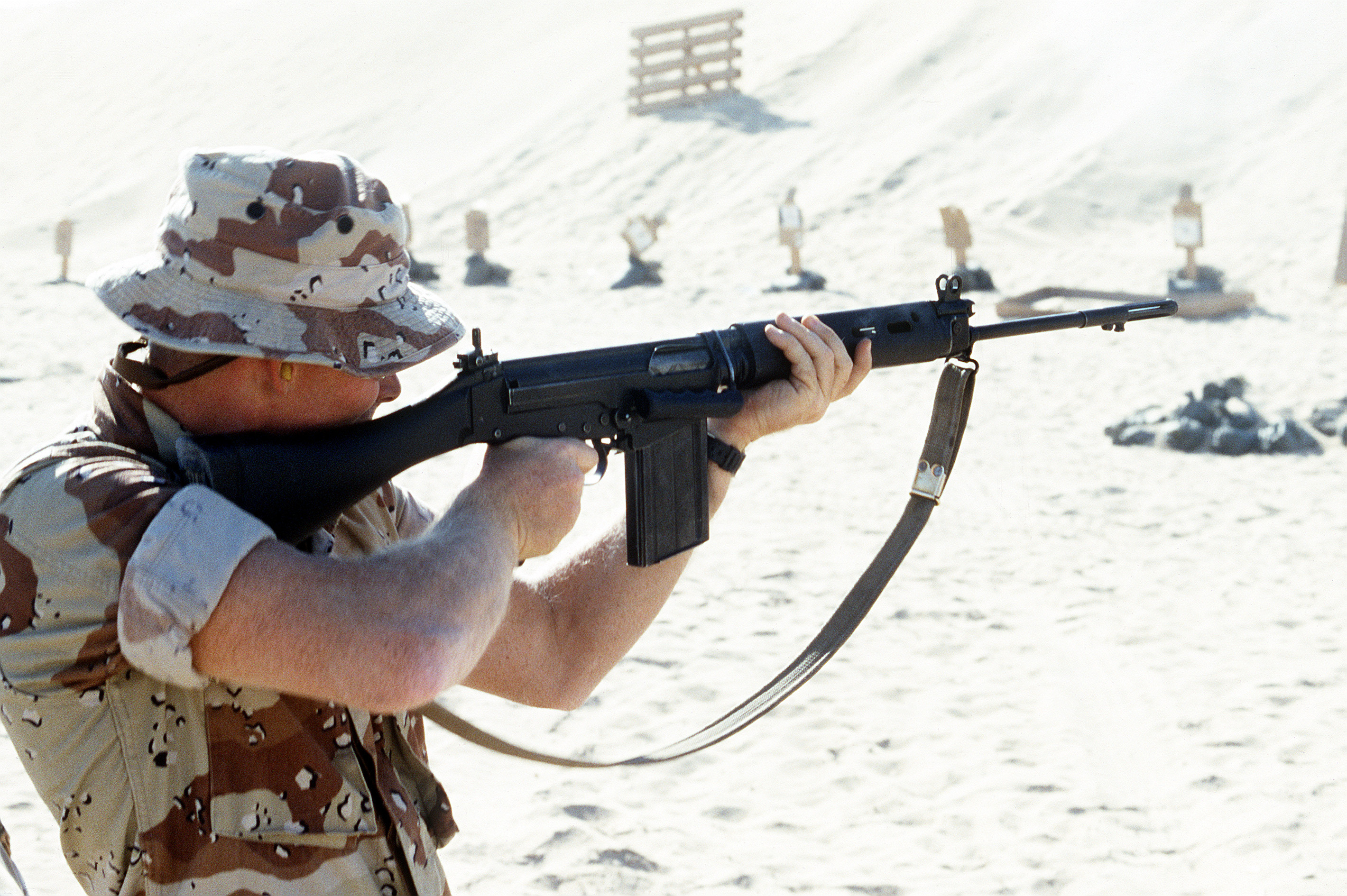
FN FAL 전투소총은 제2차 세계 대전 후 헤클러 앤 코흐사의 헤클러&코흐 G3와 함께 성공적인 군용 소총 중 하나이며, 서방세계에 가장 널리 보급된 총중 하나이다.

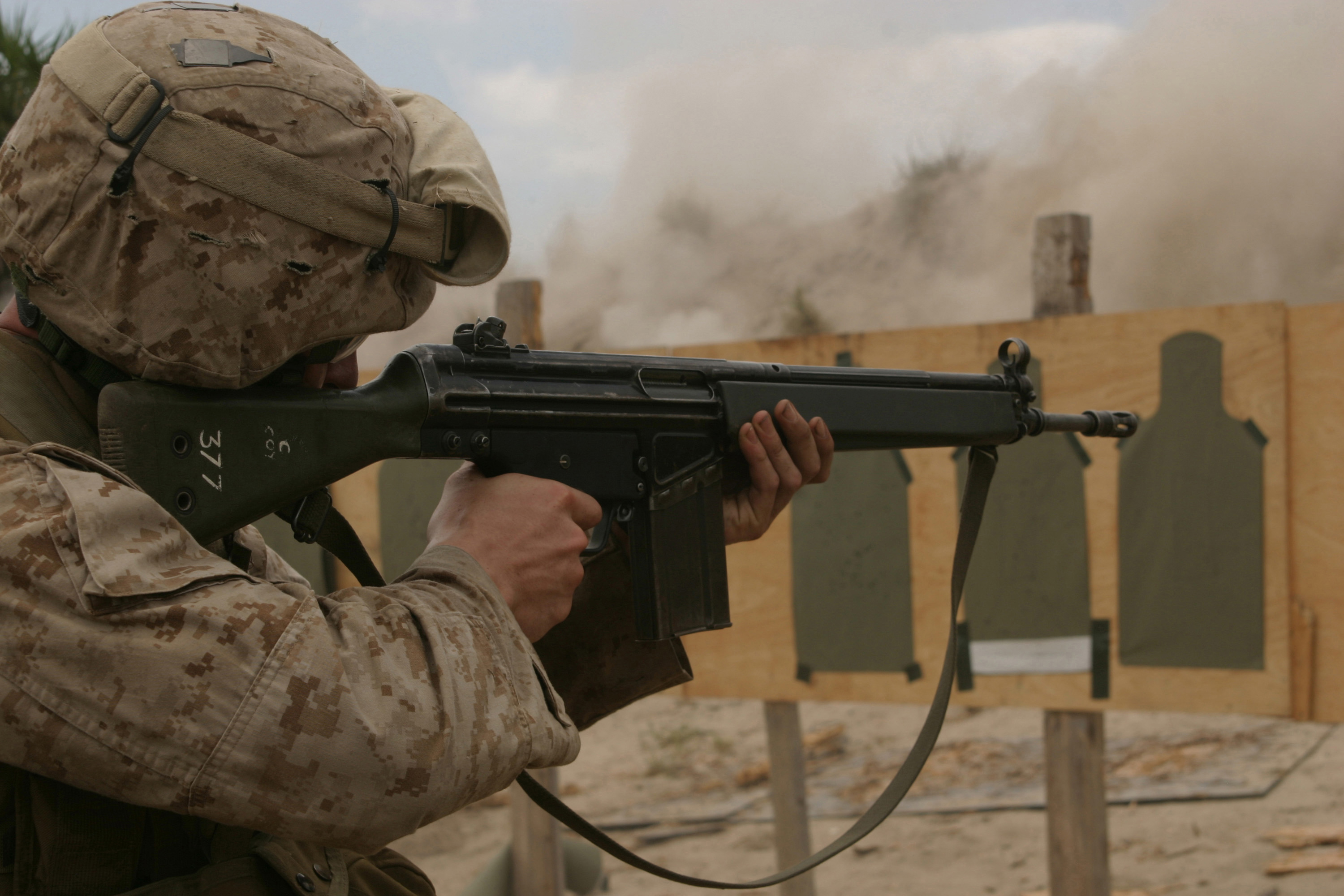
헤클러&코흐 G3 전투 소총.

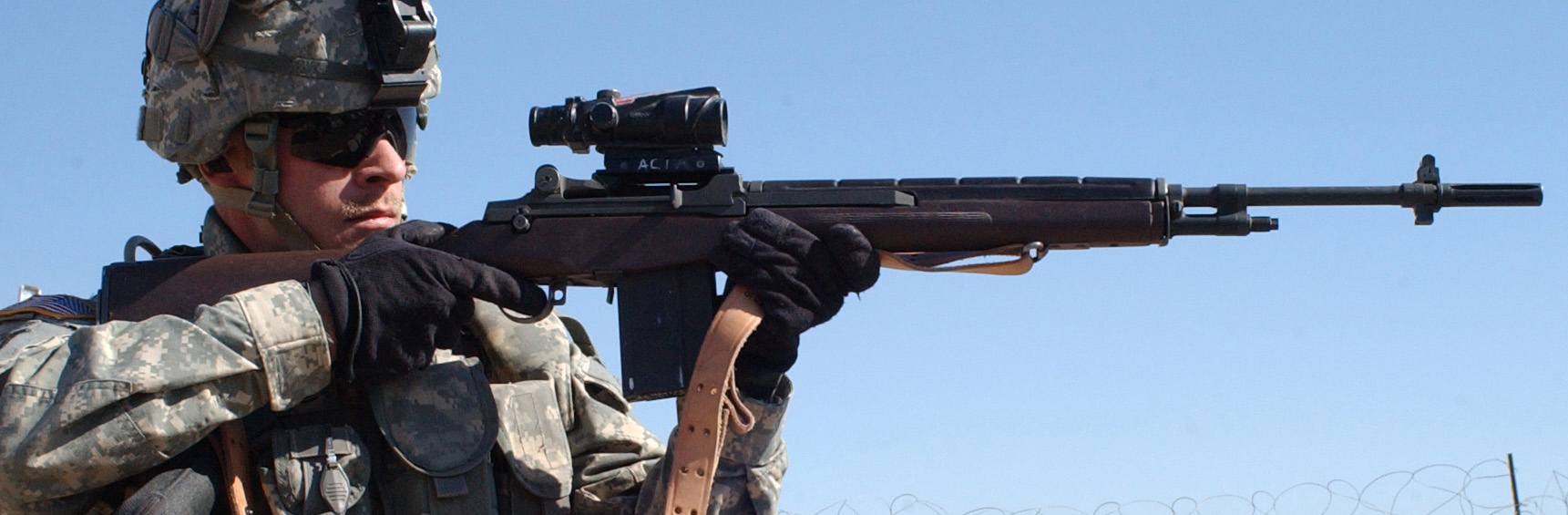
M14 소총

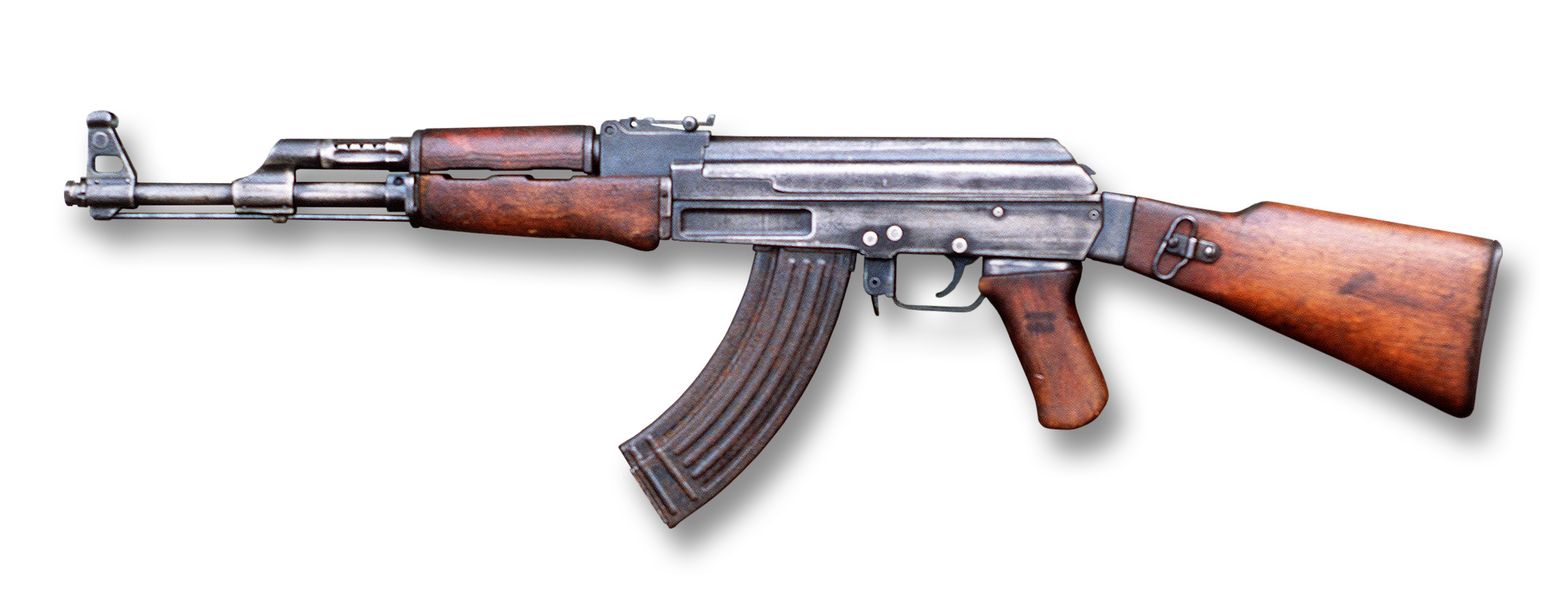
AK-47은 많은 면에서 전투소총과 비슷하기 때문에 전투소총으로 분류되는 경우가 발생하지만, 사용탄인 7.62 x 39 mm M43의 분류때문에 전투소총이 아닌 돌격소총으로 분류된다.

전투소총(戰鬪小銃, 영어: battle rifle 배틀 라이플[*])은 문맥에 따라 여러 의미를 가질 수 있으나, 보통 돌격소총용 소총탄 보다 강한 소총탄을 사용하는 자동소총을 말한다. 전투소총탄으로 대표적인 것이 7.62 × 51 mm NATO이다.
제2차 세계 대전 이후 개발된 전투 소총들은 보통 완전 자동(Fully-Automatic) 사격 기능을 가지고 있는 것을 기본으로 개발되었지만, 강한 반동으로 인해 개인화기에 대한 컨트롤이 부족해서 집탄율(정확도)이 낮다는 평을 받았다. 이 때문에 실제로 제식채용될 때는 반자동 사격만 가능토록 변형되는 경우가 많았고, 완전 자동 사격을 기본으로 지급된 버전들도 사수들은 반자동으로 사용하는 것을 선호했다고 한다.
현재 잘 알려져 있는 대표적인 전투소총으로는 FN 헤르스탈사의 FN FAL, 헤클러&코흐 G3, 스프링필드의 M14 소총 등이 있다.

## 전투소총과 돌격소총의 차이점
전투소총과 돌격소총은 유사한 면을 보이나 약간의 차이점이 있는데, 돌격소총은 기존의 소총탄을 짧게 줄인 탄을 사용하면서 동시에 돌격하면서도 자동발사가 가능하도록 고안되었다는 것이 돌격소총의 특징이라면 전투소총은 기존의 소총탄을 그대로 사용하면서 강력한 화력을 투사함과 동시에 자동사격이 가능하도록 고안된 것이 차이점이다. 돌격소총에 사용되는 탄종은 주로 7.62 x 39mm같이 기존의 소총탄에서 장약량을 줄이거나 5.56 x 45mm NATO와 같이 총기의 반동을 줄이고자 장약이 적게 들어간 소구경 고속탄을 사용하는 반면에 전투소총은 7.62 x 51mm NATO와 같이 기존의 (2차대전) 소총탄과 거의 차이가 없는 탄을 사용한다.
돌격소총은 볼트액션 라이플의 강력함과 기관단총의 장점을 섞는것에서 시작하여 2차대전 전부터 꾸준히 프로토 타입이 제작되었으나, MP44가 개발되기 전까지의 소총들은 노리쇠 방식 소총의 탄환을 그대로 사용했기 때문에 볼트액션 소총을 연사로 난사하는 것 같은 반동이 오기 마련이였고, 형편없는 사격 정확도나 사수의 피로도 문제가 대두되어 그 실효성에 의문이 꾸준히 따라오기 마련이었다. 그러나 나치독일의 MP44는 소총탄의 크기를 줄이는 파격적인 시도를 하여 결국 끝내 최초의 성공적인 돌격소총을 제작하는데 성공하였으나 탄의 크기를 줄였기에 대부분 실질적인 유효 사거리가 400m내외로  낮게 줄어들었다.
그러나 MP44의 개발전에 태어난 프로토타입들도 실효성에는 의문이 제기되었으나 아예 그 개발을 중지한것은 아니었기에 2차대전후에도 현대적으로 재해석되고 살아남아 냉전중기까지 전투소총이라는 이름으로 유럽각국의 제식무기 자리를 꿰차는 쾌거를 이루어 내었다. 물론 그들도 소련의 AK-47 같은 돌격소총을 채택할 수 있었으나 당시 NATO를 실질적으로 이끌어가고 서방의 냉전을 지탱하던 미국의 제식소총이었던 M14로인해 제식탄환을 7.62mm NATO 탄으로 맞추어 채택해 대량양산과 함께 FN FAL이나 G3 같은 소총을 이미 엄청난 수량을 제작해버렸기에 예산때문에 함부로 제식소총으로 바꿀 수 없었던 것이다. 
아무튼 전투소총이 기존의 소총탄을 사용한 점대의 분대지원화기이 아닌 강력한 다목적 기관총과 탄환이 호환된다는 강력한 장점으로 작용했으며 그 특성상 600m내외까지 편하게 교전할 수 있다.
다만 오늘날의 전장에서 흔한 시가전에선 긴 전장이 활동에 제약을 주는 경우가 많고 돌격소총을 채용한 나라가 많아지면서 서로 평균 교전거리가 줄어들었으며, 긴 전장이 근접전이 많은 시가전에서 부적합한 경우가 많아 가까운 거리에서 자동발사가 가능하고 반동이 상대적으로 적은 돌격소총에 밀려난 추세이다.

## 오해
7.62 x 39 mm탄을 사용하는 AK-47이나 기타 화기들이 종종 돌격소총이 아니라 전투소총으로 분류되는 경우가 있다. 하지만 7.62 x 51 mm NATO, 7.62 x 54 mm R 등과 같은 전투소총탄은 7.62 x 39 mm M43보다 탄피 길이가 길어 장약이 많다. 때문에 AK 시리즈는 전투소총이 아닌 돌격소총으로 분류하는 게 정확하다.

## 같이 보기
- 자동소총
- 돌격소총